# شاهرخ بياني
شاهرخ بياني  (بالفارسية: شاهرخ بیانی)؛ مواليد 31 ديسمبر 1960، هو لاعب كرة قدم إيراني سابق لعب لإيران في كأس آسيا 1984. لعب أيضًا لأندية استقلال، وبرسبوليس والشمال.

## مشاركاته الدولية
| السنة   | الظهور | الأهداف |
| ------- | ------ | ------- |
| 1984    | 9      | 3       |
| 1985    | 4      | 1       |
| 1986    | 7      | 2       |
| 1989    | 5      | 1       |
| 1990    | 6      | 1       |
| المجموع | 31     | 8       |

## انجازات
- كأس آسيا:

الترتيب الرابع : 1984